# Cucal negre de les Kai
El cucal negre de les Kai (Centropus phasianinus spilopterus) és una espècie d'ocell de la família dels cucúlids (Cuculidae) que habita manglars i aiguamolls de les illes Kai, a les Moluques sud-orientals.
Freqüentment és considerada una subespècie del cucal faisà.